# Hódmezővásárhely
Hódmezővásárhely es una ciudad autónoma del sur de Hungría. Tiene una población de 48 909 habitantes. Está situada en la orilla del río Tisza.

## Geografía
Hódmezővásárhely se encuentra a 25 km de Szeged, en el condado de Csongrád. Ocupa una superficie de poco más de 48 000 hectáreas, unos 483,22 km². Su territorio se encuentra a una altitud media de 80-85 m sobre el nivel del mar.

### Clima
El clima es continental suave, con inviernos fríos y veranos calurosos. La temperatura media es de 11,6 °C. La ciudad disfruta de 2100 horas de sol al año.

## Historia
El territorio que hoy es el término municipal, ya estaba habitado desde hace miles de años. Durante el siglo VIII de nuestra era, comenzaron a llegar los primeros magiares, que se encontraron con una población mayoritariamente eslava, que huía de los ataques de los búlgaros. Justo antes de las invasiones de los tátaros y los mongoles de 1241 había un mínimo de siete pueblos con iglesia, que desaparecieron. Después el territorio fue repoblado, pero las tropas otomanas volvieron a arrasar el territorio cuando había no menos de veinte pueblos con iglesia. La ciudad, tal como se conoce hoy, se comenzó a desarrollar durante el siglo XV, concretamente el año 1437, cuando Hód, Vásárhely, Tarján y Ábrány formaron un mercado en común bajo el nombre de Hódvásárhely. Hasta 1552 la ciudad formaba parte de Transilvania. Los turcos la conquistaron, y pocos años después la destruyeron. Durante siglo y medio, fue prácticamente un lugar fantasma que sufría regularmente ataques de tártaros, turcos y mongoles. El año 1699 marca el nuevo comienzo de Hódmezővásárhely, ya que se establecieron nuevos colonos que se dedicaban a la ganadería nómada.
En 1848, estalló la guerra por la independencia contra Austria, que fue ampliamente apoyada en la región.
A mediados del siglo XIX, hacia 1860 se canalizó el río Tisza, lo que favoreció la llegada de nuevos habitantes al municipio. En 1890 ya era la cuarta ciudad más grande de Hungría, con más de 55 000 habitantes. Por desgracia el estado de bienestar del que disfrutaba Hódmezővásárhely acabó con las dos guerras mundiales. En la década de 1960 la economía local comenzó a levantar cabeza. El establecimiento de grandes compañías en la provincia redujo el paro, pero no fue hasta los años 1980 que se llegó a un nivel de cierto bienestar.
En 1990, después de la caída del comunismo, la ciudad recibió el título de ciudad autónoma, y también fue la primera de Hungría en recibir la bandera de honor del Consejo Europeo.

## Grupos étnicos
En 2001 la población de la ciudad era de un 98 % de húngaros, un 1 % de gitanos y un 1 % de otras etnias.

## Ciudades hermanadas
- Kiskunhalas (Hungría)
- Baja (Hungría)
- Arad (Rumania)
- Baia Mare (Rumania)
- Haarlemmermeer (Países Bajos)
- Hechingen (Alemania)
- Kelmė (Lituania)
- Senta (Serbia)
- Sokobanja (Serbia)
- Solotvyno (Ucrania)
- Tamar (Israel)
- Vallauris (Francia)
- Zgierz (Polonia)